# 趙昇
趙昇（?—?），汉朝正一道人物，道教神靈，天师道创始者张道陵弟子，時人稱之「昇仙」。張天師有弟子數千人，只有王长、趙昇最堅定從師學法，得到仙丹靈藥，因而成仙。
传说后来赵与张道陵、王长在鹤鸣山白日升天。
冯梦龙《喻世明言》中有“张道陵七试趙昇” 的故事。七试是：第一试，辱骂不去。第二试，美色不动心。第三试，见金不取。第四试，见虎不惧。第五试，偿绢不吝、被诬不辩。第六试，存心济物。第七试，舍命从师。

## 漫畫
- 《火鳳燎原》（陳某）:於荊南奪城篇時登場，設定為水鏡八奇之第八奇，趙範之同鄉兼同姓義弟，與燎原火師從常山趙氏宗族同一武術導師。在桂陽與燎原火用「壯士決」的方式決鬥，互有損傷不分勝負，在司马徽病重之際返回荊州照顧，實際上趙昇與「南華八怪」有勾結，司马徽欲誘騙趙昇前來以清理門戶，但被早已預料到的趙昇血洗水鏡府親手弒師。